# Rosafarbene Catharanthe

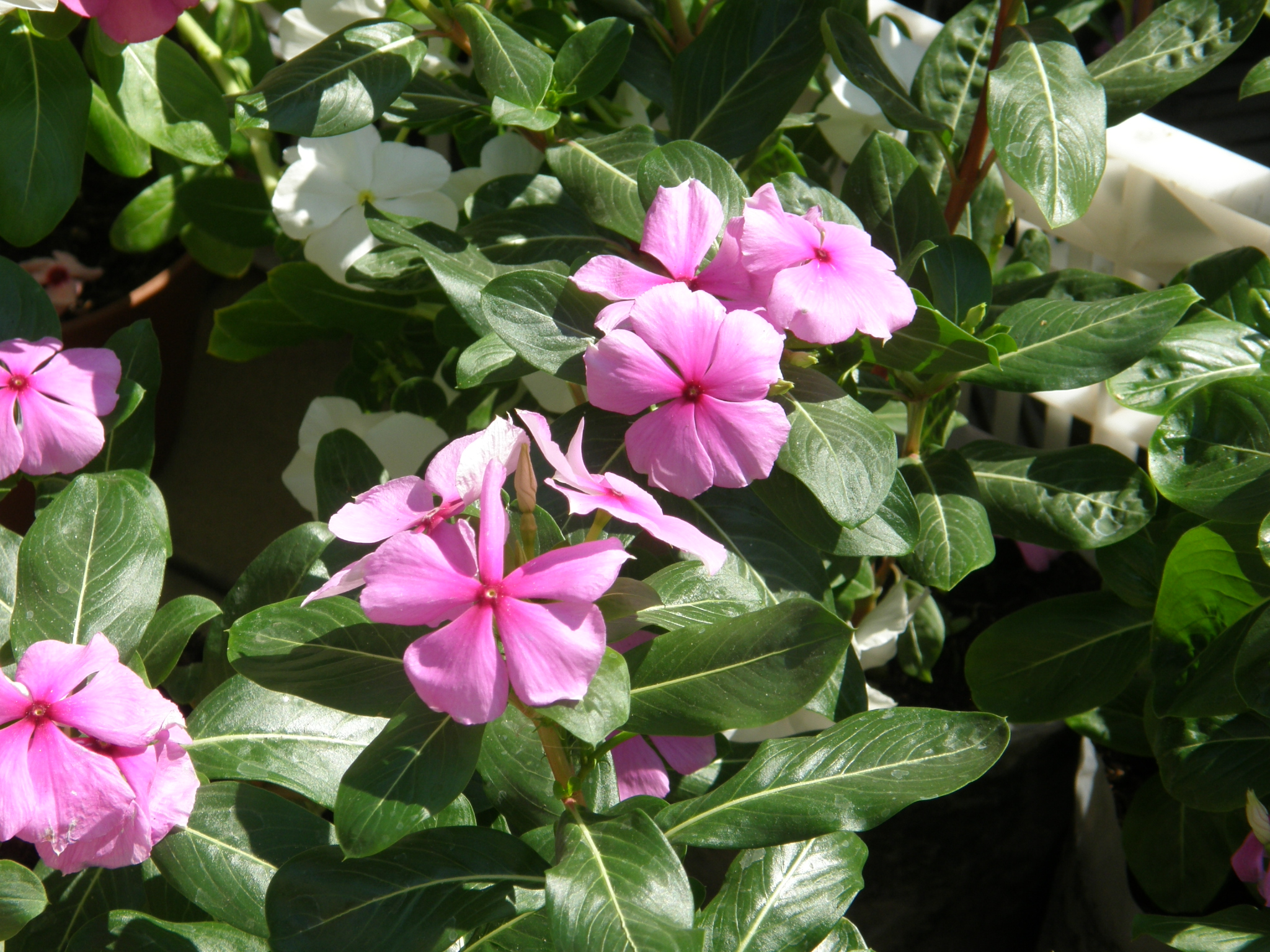
Blüten

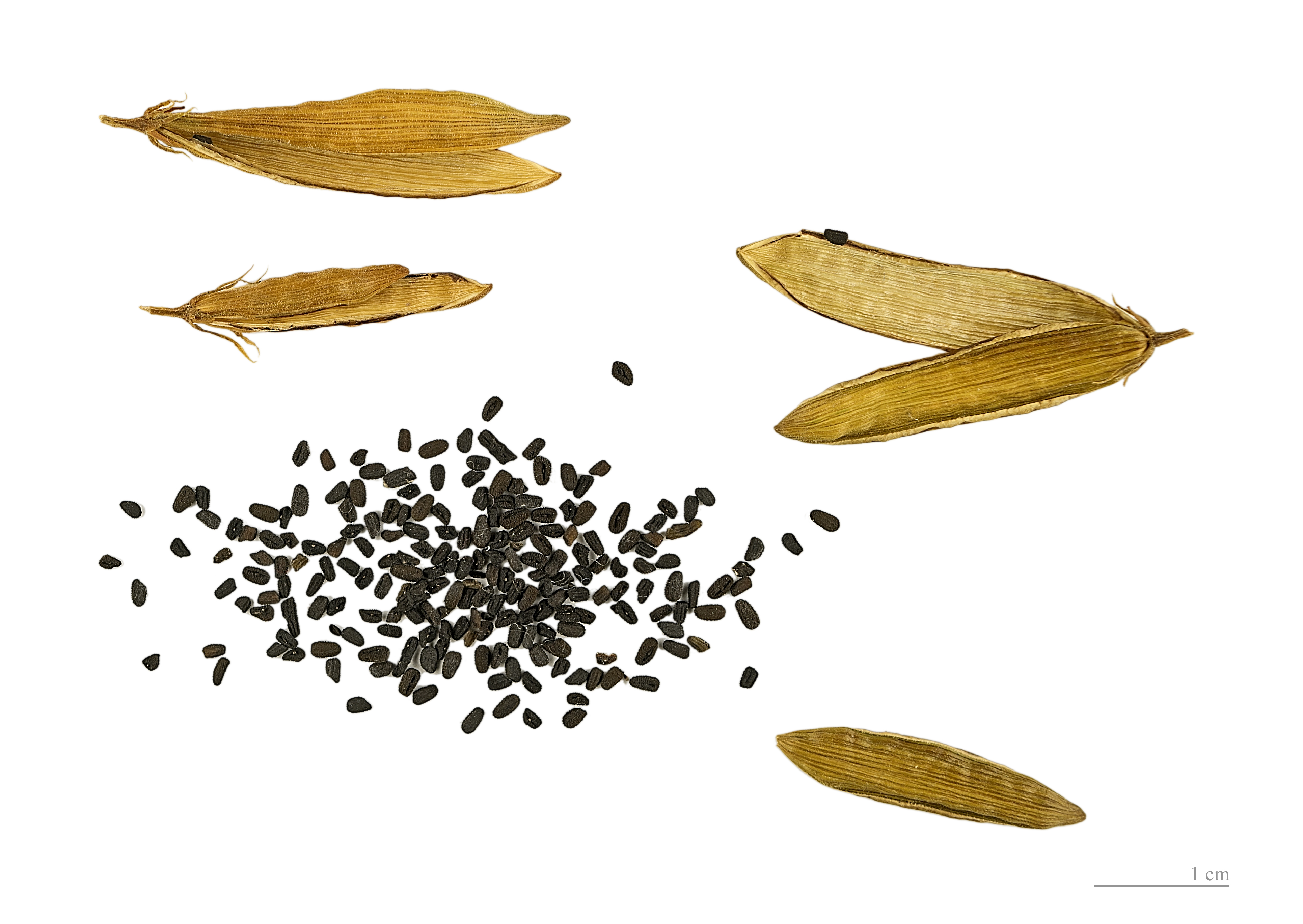
Frucht und Samen

Die Rosafarbene Catharanthe (Catharanthus roseus, Syn.: Vinca rosea L.), auch Madagaskar-Immergrün oder Rosafarbenes Zimmerimmergrün genannt, ist eine Pflanzenart aus der Gattung der Catharanthen (Catharanthus) in der Familie der Hundsgiftgewächse (Apocynaceae).

## Beschreibung
Die Rosafarbene Catharanthe ist eine immergrüne, ausdauernde krautige Pflanze bis Halbstrauch, der Wuchshöhen bis zu 80 Zentimeter erreicht. Die Pflanze führt einen Milchsaft.
Die kreuzgegenständigen und kurz gestielten Laubblätter sind einfach und ganzrandig. Sie sind leicht ledrig, 4–10 Zentimeter lang, eiförmig bis verkehrt-eiförmig oder eilliptisch und spitz bis stumpf oder abgerundet, teils (fein)stachelspitzig sowie behaart bis kahl. In den Blattachseln sind kleine, fransige Drüsen, Kolleteren.
Die einzeln oder zu zweit in den Blattachseln stehenden, zwittrigen, fünfzähligen kurz gestielten und stieltellerförmigen Blüten, mit gelbem oder weißem bis rötlichem Zentrum, weisen einen Durchmesser von 3 bis 5 Zentimeter auf. Die fünf kurzen Kelchblätter sind kurz verwachsen mit schmalen, behaarten Zipfeln. Die Krone ist einer langen, schlanken, etwa 2–2,5 Zentimeter langen, im oberen Teil leicht geweiteten Röhre verwachsenen. Der Schlund ist über und unter den Antheren bärtig, die ausladenden, verkehrt-eiförmigen, bespitzten Kronlappen sind innen an der Basis behaart, sie variieren in der Farbe von weiß über rosa bis zu violett. Es ist nur ein Kreis mit fünf kurzen, fertilen Staubblätter oben in der Kronröhre vorhanden. Die zwei genäherten Fruchtblätter sind oberständig und es sind zwei schmal-kegelige Nektarien an der Basis vorhanden. Der eine Griffel ist knapp eingeschlossen und der Griffelkopf ist behaart.
Es wird eine kleine, vielsamige, 2,5–4 Zentimeter lange, rippige, leicht behaarte und schlanke, zugespitzte Balgfrucht mit beständigem Kelch und Nektarien gebildet, die in einer Sammelbalgfrucht zu zweit erscheint. Die schwärzlichen, eiförmigen bis elliptischen, abgeflachten, 2–3 Millimeter langen Samen sind mittig gefurcht und skulptiert.
Die Chromosomenzahl beträgt 2n = 16.

## Vorkommen
Die Rosafarbene Catharanthe stammt ursprünglich aus Madagaskar, ist mittlerweile aber in den Tropen weit verbreitet.

## Nutzung
Die Rosafarbene Catharanthe wird oft kultiviert und hat auch eine medizinische Bedeutung erlangt. In dieser Art wurden über 70 Alkaloide entdeckt, die eine biologische Wirkung besitzen und von medizinischem Interesse sind. Diese werden als Vincaalkaloide bezeichnet. Das Hauptalkaloid in Catharanthus roseus ist Vindolin mit einer Konzentration bis zu 0,5 % in der Wurzel. Bedeutender sind jedoch Vinblastin mit einem Anteil von 0,005 % und Vincristin mit 0,001 %. Diese beiden Alkaloide werden als Zytostatika in der Chemotherapie besonders gegen die Krebsarten Hodgkin-Lymphom und Prolymphozytenleukämie eingesetzt.

Vinblastin
Vincristin
Vindolin

Die wissenschaftliche Untersuchung der Rosafarbenen Catharanthe begann noch während des Zweiten Weltkriegs. Da die Pflanze in der philippinischen Volksheilkunde als Appetitzügler verwendet wurde, wollte man sie wissenschaftlich auf ihre Eignung dafür untersuchen. Robert Laing Noble machte 1952 jedoch an Ratten die Entdeckung, dass die Wirkstoffe des Madagaskar-Immergrüns eine starke Senkung der weißen Blutkörperchen im Blut hervorriefen und damit das Immunsystem schwächten. Er schloss daraus, dass sich diese Wirkstoffe möglicherweise für die Behandlung von Leukämie eigneten. Diese Krankheit zeichnet sich durch eine massive und nicht kontrollierbare Vermehrung von weißen Blutkörperchen aus. Zwei wirksame Alkaloide konnten letztendlich isoliert werden, die als die Medikamente unter den Handelsnamen Velban (Vinblastin) und Oncovin (Vincristin) auf den Markt kamen. Die Vincaalkaloide haben Bedeutung bei der Behandlung von Lymphomen, Leukämie, Brustkrebs und Lungenkrebs.

## Taxonomie und Systematik
Der schwedische Botaniker Carl von Linné hat die Art unter dem Taxon Vinca rosea in der 1759 erschienenen 10. Auflage seines Werks Systema naturae Band 2 Seite 944 erstbeschrieben. Der englische Botaniker George Don bezog sich auf dieses Basionym, ordnete die Art jedoch 1837 unter dem Namen Catharanthus roseus (L.) G.Don in A General History of the Dichlamydeous Plants Band 4 Seite 95 in die Gattung Catharanthus ein.
Weitere Synonyme der Art sind Ammocallis rosea (L.) Small, Pervinca rosea (L.) Moench, Vinca guilelmi-waldemarii Klotzsch, Vinca speciosa Salisb. und Lochnera rosea (L.) Rchb.
Man kann folgende Varietäten unterscheiden:
- Catharanthus roseus var. angustus (Steenis) Bakh.: Sie kommt nur im südlichen Madagaskar vor.[7]
- Catharanthus roseus var. roseus: Sie kommt ursprünglich im südlichen und östlichen Madagaskar vor, wurde aber fast weltweit als Kulturpflanze weiterverbreitet.[7]

## Handelsnamen
In Madagaskar ist ein pflanzlicher Extrakt (Teinture mère) unter dem Namen „Pervenche“ im Handel frei erhältlich.